# モンペリエHSC
モンペリエ・エロー・スポール・クリュ（Montpellier Hérault Sport Club）は、フランス・モンペリエを本拠地とするサッカークラブチーム。

## 歴史

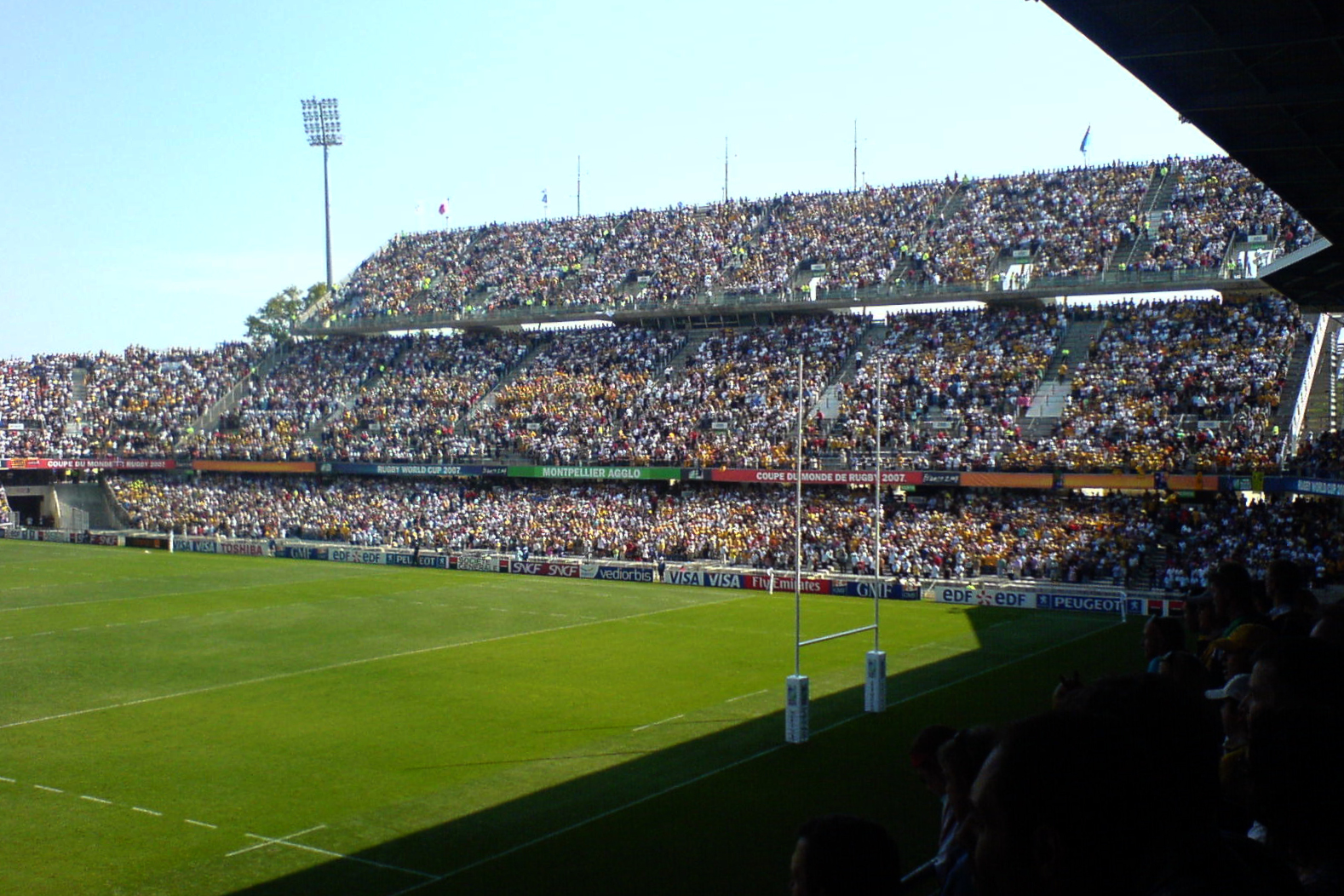
スタッド・ドゥ・ラ・モッソン

1919年、Stade Olympique de Montpellier（SOモンペリエ）として創設。1927年にSports Olympiques Montpellierainsと名称を変更する。1929年にカップ戦で初優勝、1932年にプロチームとなる。1937年に発足当初のチーム名に戻している。
1969年、プロチームが廃止され、翌年Montpellier-Littoral FCとして再出発する。1974年、AS Pailladeと合併し、Montpellier La Paillade SCと改名する。1978年に再びプロチームとなり、1989年に現在の名称に変更された。
1980年代後半から1990年代の全盛期にはクラブ歴代最多得点者のローラン・ブランが在籍し、1989-90シーズンにはクープ・ドゥ・フランス優勝、1991-92シーズンにはクープ・ドゥ・ラ・リーグ優勝を果たした。1989-90シーズンには1シーズンだけエリック・カントナが在籍し、1988年から1991年にはカルロス・バルデラマも在籍していた。また、2003-04シーズンには日本人の廣山望が所属していた。
2008-09シーズン、ローラン・クルビ監督に導かれたチームは5シーズンぶりのリーグ・アン昇格を果たした。昇格初年度の2009-10シーズンには、エミル・スパヒッチやアルベルト・コスタなどリーグ・アンでは無名の選手たちが躍動し、シーズンの半分以上の期間をUEFAチャンピオンズリーグ出場圏内の3位以内で過ごすなど、UEFAヨーロッパリーグ出場権を獲得する5位という好成績で終えた。2010-11シーズンには年間シーズンチケットの購入者数がクラブ史上初めて1万人を超え、ホームゲームでの平均観客数は2シーズン連続で1万5000人を超えた。リーグ戦では14位に終わったが、クープ・ドゥ・ラ・リーグでは準決勝でパリ・サンジェルマンFCを破り、決勝でオリンピック・マルセイユに敗れたものの準優勝を果たした。2009年に就任したルネ・ジラール監督は若手を積極的に抜擢し、就任後にユネス・ベランダ、カリム・アイ＝ファナ、アブデルアミド・エル・カウタリ（いずれもモロッコ代表）やマプ・ヤンガ＝ムビワ（フランス代表）をA代表に送り出している。
2011-12シーズンの年間予算はわずか3500万ユーロ（約38億5000万円）であったが、ジラール監督はジャメル・サイヒ、ヤンガ＝ムビワ、ベランダなど下部組織出身の若手と、ジョフリー・デルニスやイウトンなどのベテランと巧みに融合させた。守備時は4-1-4-1もしくは4-4-1-1、攻撃時は4-3-3フォーメーションを基調とし、手数をかけないサイドからの速攻を徹底。2節でリーグ王者リールを撃破すると、開幕3連勝（8得点1失点）で首位に立ち、その後も1節を除いて2位以内をキープし続けた。年明けにはパリ・サンジェルマンとの一騎討ちの様相を呈し、2012年2月19日に行われた直接対決は引き分けに終わったが、29節のASサンテティエンヌ戦の勝利で同勝ち点ながら首位に浮上すると、37節のリール戦(1-0)は94分の決勝点で勝利し、前シーズンの王者相手にダブル（ホーム&アウェーともに勝利）を達成して優勝に近づいた。引き分け以上で優勝が決定する最終節は20分にAJオセールに先制されたものの、ジョン・ウタカの2得点で逆転勝利して優勝を決めた。1990年のクープ・ドゥ・フランス以来のタイトル獲得であった。オリヴィエ・ジルーは21得点で得点王に輝き、ヤンガ＝ムビワを中心とした守備陣はリーグ最少失点に抑えた。また、ベランダが選手組合(UNFP)選出の最優秀若手選手賞を受賞し、ジラール監督が最優秀監督賞を受賞した。

## クラブ名遍歴
- Stade Olympique de Montpellier (1919-1927,1937-1970)
- Sports Olympiques Montpellierains (1927-1937)
- Montpellier-Littoral FC (1970-1974)
- Montpellier La Paillade SC (1974-1989)
- Montpellier Hérault Sport Club (1989-現在)

## タイトル

### 国内タイトル
- リーグ・アン（ディヴィジョン・アン）: 1回

2011-12
- リーグ・ドゥ（ディヴィジョン・ドゥ）: 3回

1945-46, 1960-61, 1986-87
- DH Sud-Est: 3回

1928, 1932, 1976
- カップ: 2回

1929, 1990
- リーグカップ: 1回

1992

### 国際タイトル
- UEFAインタートトカップ: 1回

1999

## 過去の成績
| シーズン | リーグ戦     | リーグ戦 | リーグ戦 | リーグ戦 | リーグ戦 | リーグ戦 | リーグ戦 | リーグ戦 | リーグ戦 | カップ戦     | リーグ杯     |
| シーズン | ディビジョン | 試       | 勝       | 分       | 敗       | 得       | 失       | 点       | 順位     | カップ戦     | リーグ杯     |
| -------- | ------------ | -------- | -------- | -------- | -------- | -------- | -------- | -------- | -------- | ------------ | ------------ |
| 2002-03  | リーグ・アン | 38       | 10       | 10       | 18       | 37       | 54       | 40       | 16位     | ベスト64     | ベスト32     |
| 2003-04  | リーグ・アン | 38       | 8        | 7        | 23       | 41       | 74       | 31       | 20位     | ベスト32     | ベスト32     |
| 2004-05  | リーグ・ドゥ | 38       | 15       | 10       | 13       | 44       | 39       | 55       | 8位      | 8回戦敗退    | 準々決勝敗退 |
| 2005-06  | リーグ・ドゥ | 38       | 12       | 11       | 15       | 34       | 43       | 47       | 12位     | 準々決勝敗退 | ベスト16     |
| 2006-07  | リーグ・ドゥ | 38       | 11       | 11       | 16       | 41       | 48       | 44       | 15位     | ベスト16     | ベスト32     |
| 2007-08  | リーグ・ドゥ | 38       | 14       | 12       | 12       | 43       | 32       | 54       | 8位      | ベスト32     | ベスト16     |
| 2008-09  | リーグ・ドゥ | 38       | 19       | 9        | 10       | 61       | 36       | 66       | 2位      | ベスト64     | ベスト16     |
| 2009-10  | リーグ・アン | 38       | 20       | 9        | 9        | 50       | 40       | 69       | 5位      | ベスト64     | ベスト32     |
| 2010-11  | リーグ・アン | 38       | 12       | 11       | 15       | 32       | 43       | 47       | 14位     | ベスト64     | 準優勝       |
| 2011-12  | リーグ・アン | 38       | 25       | 7        | 6        | 68       | 34       | 82       | 1位      | 準々決勝敗退 | ベスト32     |
| 2012-13  | リーグ・アン | 38       | 15       | 7        | 16       | 54       | 51       | 52       | 9位      | ベスト32     | 準決勝敗退   |
| 2013-14  | リーグ・アン | 38       | 8        | 18       | 12       | 45       | 53       | 42       | 15位     | ベスト16     | ベスト32     |
| 2014-15  | リーグ・アン | 38       | 16       | 8        | 14       | 46       | 39       | 56       | 7位      | ベスト64     | ベスト32     |
| 2015-16  | リーグ・アン | 38       | 14       | 7        | 17       | 49       | 47       | 49       | 12位     | ベスト32     | ベスト32     |
| 2016-17  | リーグ・アン | 38       | 10       | 9        | 19       | 48       | 66       | 39       | 15位     | 1回戦敗退    | ベスト16     |
| 2017-18  | リーグ・アン | 38       | 11       | 18       | 9        | 36       | 33       | 51       | 10位     | 3回戦敗退    | 準決勝敗退   |
| 2018-19  | リーグ・アン | 38       | 15       | 14       | 9        | 53       | 42       | 59       | 6位      | ベスト64     | ベスト32     |
| 2019-20  | リーグ・アン | 28       | 11       | 7        | 10       | 35       | 34       | 40       | 8位      | ベスト16     | ベスト16     |
| 2020-21  | リーグ・アン | 38       | 14       | 12       | 12       | 60       | 62       | 54       | 8位      | 準決勝敗退   | ─            |
| 2021-22  | リーグ・アン | 38       | 12       | 7        | 19       | 49       | 61       | 43       | 13位     | ベスト16     | ─            |
| 2022-23  | リーグ・アン | 38       | 15       | 5        | 18       | 65       | 62       | 50       | 12位     | ベスト64     | ─            |

## 欧州の成績
| シーズン | 大会                       | ラウンド   | 対戦相手                     | ホーム | アウェー | 合計         |  |
| -------- | -------------------------- | ---------- | ---------------------------- | ------ | -------- | ------------ |  |
| 1988-89  | UEFAカップ                 | 1回戦      | ベンフィカ                   | 0-3    | 1-3      | 1-6          |  |
| 1990-91  | UEFAカップウィナーズカップ | 1回戦      | PSV                          | 1-0    | 0-0      | 1-0          |  |
| 1990-91  | UEFAカップウィナーズカップ | 2回戦      | ステアウア・ブカレスト       | 5-0    | 3-0      | 8-0          |  |
| 1990-91  | UEFAカップウィナーズカップ | 準々決勝   | マンチェスター・ユナイテッド | 0-2    | 1-1      | 1-3          |  |
| 1996-97  | UEFAカップ                 | 1回戦      | スポルティングCP             | 1-1    | 0-1      | 1-2          |  |
| 1997     | UEFAインタートトカップ     | グループ10 | グロリア・ビストリツァ       | N/A    | 1-2      | 1位          |  |
| 1997     | UEFAインタートトカップ     | グループ10 | チュカリチュキ               | 3-1    | N/A      | 1位          |  |
| 1997     | UEFAインタートトカップ     | グループ10 | スパルタク・ヴァルナ         | N/A    | 1-1      | 1位          |  |
| 1997     | UEFAインタートトカップ     | グループ10 | フローニンゲン               | 3-0    | N/A      | 1位          |  |
| 1997     | UEFAインタートトカップ     | 準決勝     | ケルン                       | 1-0    | 1-2      | 2-2 (a.e.t.) |  |
| 1997     | UEFAインタートトカップ     | 決勝       | リヨン                       | 0-1    | 2-3      | 2-4          |  |
| 1999     | UEFAインタートトカップ     | 2回戦      | カラバフ                     | 6-0    | 3-0      | 9-0          |  |
| 1999     | UEFAインタートトカップ     | 3回戦      | エスパニョール               | 2-1    | 2-0      | 4-1          |  |
| 1999     | UEFAインタートトカップ     | 準決勝     | デュースブルク               | 1-1    | 3-0      | 4-1          |  |
| 1999     | UEFAインタートトカップ     | 決勝       | ハンブルガー                 | 1-1    | 1-1      | 2-2 (3-0 p)  |  |
| 1999-00  | UEFAカップ                 | 1回戦      | ツルヴェナ・ズヴェズダ       | 2-2    | 1-0      | 3-2          |  |
| 1999-00  | UEFAカップ                 | 2回戦      | デポルティーボ               | 0-2    | 1-3      | 1-5          |  |
| 2010-11  | UEFAヨーロッパリーグ       | 予選3回戦  | ジェールETO                  | 0-1    | 1-0      | 1-1 (3-4 p)  |  |
| 2012-13  | UEFAチャンピオンズリーグ   | グループB  | アーセナル                   | 1-2    | 0-2      | 4位          |  |
| 2012-13  | UEFAチャンピオンズリーグ   | グループB  | シャルケ04                   | 1-1    | 2-2      | 4位          |  |
| 2012-13  | UEFAチャンピオンズリーグ   | グループB  | オリンピアコス               | 1-2    | 1-3      | 4位          |  |

## 現所属メンバー
2023年8月25日現在
注：選手の国籍表記はFIFAの定めた代表資格ルールに基づく。
| No. | Pos. |                          | 選手名                       |
| --- | ---- | ------------------------ | ---------------------------- |
| 1   | GK   | ボスニア・ヘルツェゴビナ | ベルミン・ディズダレヴィッチ |
| 3   | DF   | ギニア                   | イシアガ・シラ ★             |
| 4   | DF   | マリ共和国               | キキ・クヤテ                 |
| 6   | DF   | フランス                 | クリストファー・ジュリアン   |
| 7   | FW   | フランス                 | アルノー・ノルダン ()        |
| 8   | FW   | ナイジェリア             | アコル・アダムス ★           |
| 9   | FW   | ヨルダン                 | ムーサ・アッ＝タアマリー ★   |
| 10  | FW   | チュニジア               | ワフビ・ハズリ ()            |
| 11  | MF   | フランス                 | テジ・サヴァニエ ()          |
| 12  | MF   | フランス                 | ジョルダン・フェッリ         |
| 13  | MF   | フランス                 | ジョリス・ショタール         |
| 14  | DF   | フランス                 | マクシム・エステーヴ         |

| No. | Pos. |              | 選手名                  |
| --- | ---- | ------------ | ----------------------- |
| 16  | GK   | フランス     | ディミトリ・ベルトー () |
| 17  | DF   | フランス     | テオ・サン＝リュス ()   |
| 18  | MF   | フランス     | レオ・ルロワ            |
| 19  | MF   | フランス     | サシャ・ドゥレイ        |
| 20  | FW   | アルジェリア | ヤニス・ゲルムシェ ()   |
| 22  | MF   | フランス     | ハリル・ファヤ ()       |
| 27  | DF   | スイス       | ベチル・オメラギッチ () |
| 29  | DF   | カメルーン   | エンツォ・チャト ()     |
| 40  | GK   | フランス     | バンジャマン・ルコント  |
| 75  | DF   | フランス     | ママドゥ・サコー ()     |
| 77  | DF   | マリ共和国   | ファライェ・サッコ ★    |

## 歴代監督
- ジュール・デバケス 1936-1937
- ジャック・ボネ　1982-1984
- ロベール・ヌザレ　1984-1985
- ミシェル・メジー　1985-1987
- ピエール・モスカ　1987-1989
- エメ・ジャケ　1989-1990
- ヘンリク・カスペルチャク　1990-1992
- ジェラール・ジリ　1992-1994
- ミシェル・メジー　1994-1998
- ジャン＝ルイ・ガセ　1998-2000
- ミシェル・メジー　2000-2002
- ジェラール・ベルナルデ　2002-2004
- ロベール・ヌザレ　2004-2005
- ジャン=フランソワ・ドメルグ　2005-2007
- ローラン・クルビ　2007.4-2009
- ルネ・ジラール　2009-2013
- ジャン・フェルナンデス　2013
- ローラン・クルビ　2013-2016
- フレデリック・アンツ 2016-2017
- ジャン＝ルイ・ガセ 2017
- ミシェル・デル・ザカリアン 2017-2021
- オリヴィエ・ダロリオ 2021-2022
- ロマン・ピトー 2022-2023
- ミシェル・デル・ザカリアン 2023-

## 歴代所属選手

### GK
- ブルーノ・マルティニ 1995-1999
- ジェオフレ・ジュルドラン 2006-

### DF
- ローラン・ブラン 1983-1991
- クリスティアン・ロペズ 1985-1986
- ジュリオ・セザル 1987-1990
- ミカエル・デル・ゼカリアン 1988-1998
- ジェローム・ボニセル 1992-1996
- ネナド・ゾディッチ 1997-2004, 2004-2011
- アメド・マドゥーニ 1999-2001
- マプ・ヤンガ＝ムビワ 2007-2013
- イウトン 2011-2021
- ダニエル・コングレ 2012-
- アントニー・ヴァンデン・ボーレ 2016-

### MF
- ジャック・サンティニ 1981-1983
- ジェラール・パシ 1985-1990
- カルロス・バルデラマ 1988-1991
- ヴァンサン・ゲラン　1989-1992
- ローラン・ロベール 1994-1999
- フランク・ソゼー 1996-1999
- ヴァレリー・メザグ 1999-2006
- 廣山望 2003-2004
- ユネス・ベランダ 2009-2013
- リャド・ブデブズ 2015-2017
- ステファン・セセニョン 2016-

### FW
- ロジェ・ミラ 1986-1989
- エリック・カントナ 1989-1990
- ファブリス・ディベルト 1991-1997
- イブラヒマ・バカヨコ 1995-1998
- タフォロー・マウリダ 1997-2001
- アビブ・バモゴ 2001-2004
- アブドゥライ・シセ 2001-2006
- フォデ・マンサレ 2003-2005
- ビクトル・モンターニョ 2005-2010
- スレイマン・カマラ 2007-2020
- オリヴィエ・ジルー 2010-2012
- エムベイェ・ニアン 2014